# الديانة الإسكتلندية في القرن السابع عشر

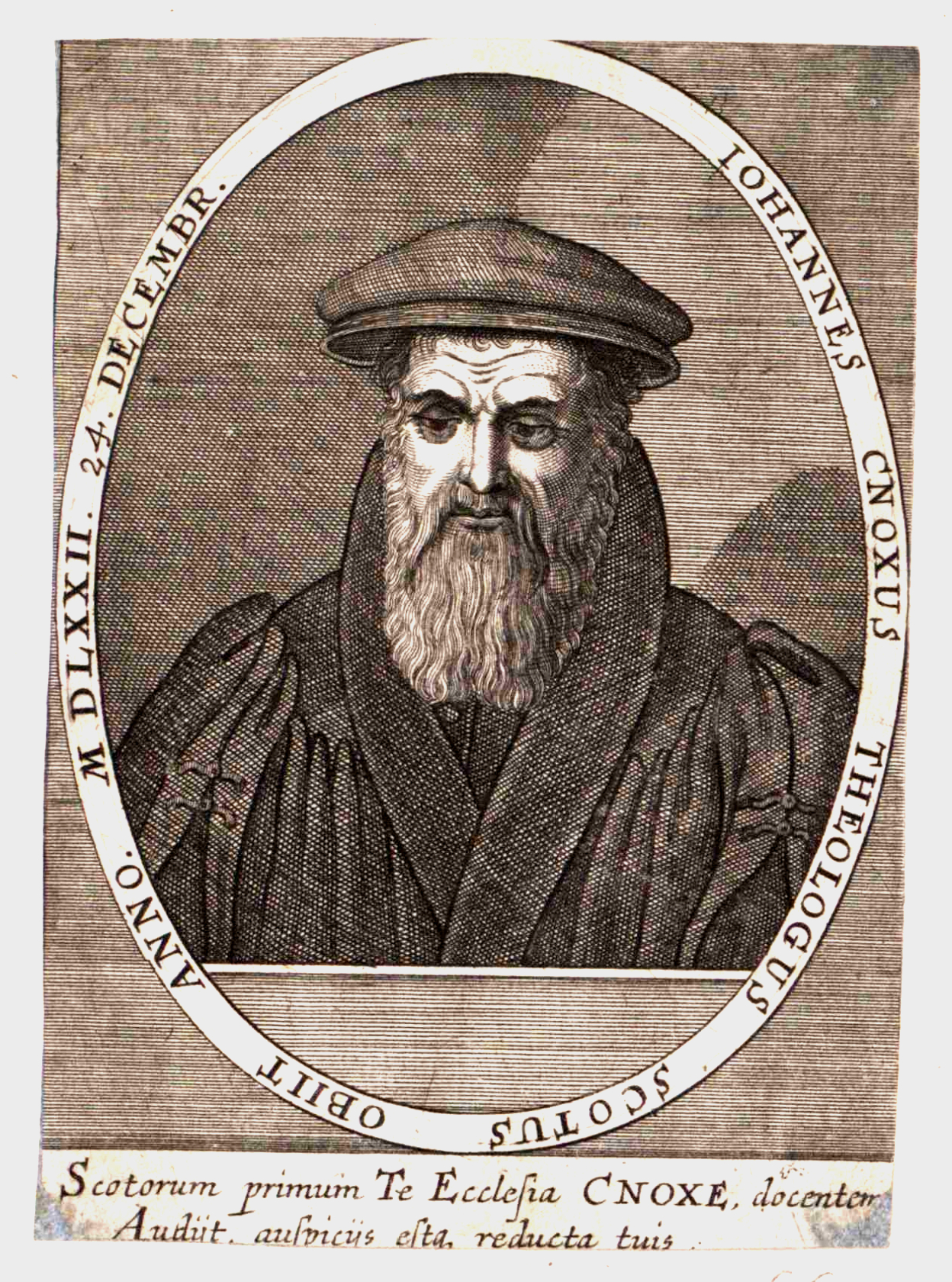
جون نوكس

تشمل الديانة الإسكتلندية في القرن السابع عشر جميع أشكال التنظيم الديني والمعتقدات في مملكة إسكتلندا في القرن السابع عشر. أنشأ الإصلاح في القرن السادس عشر كنيسة إسكتلندا، المعروفة شعبيًا باسم الكيرك، كالفينية المذهب بالدرجة الأولى ومشيخية الهيكل، والتي أضاف إليها جيمس السادس طبقة من الأساقفة في 1584.
تشير هذه المصطلحات في هذا الوقت ضمنيًا إلى اختلافات في المذهب، إلا أن الأسقفية في القرن السابع عشر دلّت على الكنائس التي يحكمها الأساقفة المُعينون من قبل الملك. وأشارت المشيخية إلى الحكم من قبل الحكماء الذين يرشحهم الرعايا. كان نحو 90-95% من الإسكتلنديين أعضاء في الكنيسة بحلول ثلاثينيات القرن السابع عشر، وعلى الرغم من الخلافات حول الحكم، ظهر توافق عام حول المذهب الكالفيني. كانت النزاعات الدينية في القرن السابع عشر تتعلق بالمبادئ السياسية بسبب افتراض أن «الدين الحقيقي والحكومة الحقيقية» هما شيء واحد.
كان المذهب والممارسة الدينية مختلفان كثيرًا في كنيسة إنجلترا على الرغم من أن كليهما أسقفيان بالاسم. عنى ذلك محاولات من تشارلز الأول لفرض قوانين كنسية مشتركة وشعيرة دينية جديدة، ما أدى إلى العهد الوطني. سيطر العهديون على الحكومة بعد حروب الأساقفة 1638-1639 لكنهم انقسموا بعد ذلك إلى فصائل. وأدت محاولات تعزيز انتصارهم إلى تورط إسكتلندا في حروب الممالك الثلاث ودمجها في الكومنولث الإنجليزي بعد الهزيمة في الحرب الأهلية الإنجليزية الثالثة 1649-1651.
أعاد استرداد المَلَكية في 1660 تأسيس الهيكل الأسقفي، لكن الكثير من الكهنة رفضوا قبول ذلك وعقدوا مراسم أو تجمعات دينية خارج الكنيسة الرسمية. أدت الانتفاضات العهدية في 1666 و1679 إلى مرحلة أكثر شدة من الاضطهاد عُرفت باسم «زمن القتل» وانتهت بخلع جيمس السابع الكاثوليكي في أواخر 1688. قُبلت ابنته البروتستانتية ماري وزوجها ويليام أمير أورانج باعتبارهما ملك وملكة في مارس 1689 وأزالت تسوية 1690 الأساقفة بشكل دائم.

## خلفية
يشير الاستخدام الحديث للمشيخية أو الأسقفية ضمنيًا إلى اختلافات في كل من الحكم والمذهب ولكن الحال كان مختلفًا في القرنين السابع عشر والثامن عشر. حكم الهياكل الأسقفية أساقفة مُعينون من قبل الملك. وأشارت المشيخية ضمنيًا إلى الحكم من قبل الحكماء الذين يرشحهم رعاياهم. كانت الخلافات فيما يخص دور الأساقفة تتعلق بالسياسة وسلطة الملك بقدر ما كانت تدور حول الممارسة الدينية.
أنشأ الإصلاح البروتستانتي كنيسة إسكتلندا أو كيرك مشيخية الهيكل والحكم وكالفينية المذهب بالدرجة الأولى. أدت إضافة النظام الأسقفي في 1584 إلى وضع ترأس فيه الأساقفة الهياكل المشيخية، في حين سيطر اللوردات الإسكتلنديون المحليون أو الورثة على تعيين رجال الدين في مناطقهم. دفعت التوترات بين مراكز القوى الثلاثة هذه الكثير من الصراعات السياسية والدينية التي هيمنت على القرن السابع عشر.
نُفيت ماري ملكة الإسكتلنديين الكاثوليكية إلى إنجلترا في 1567، حيث سُجنت وأُعدمت لاحقًا. استُبدلت بابنها جيمس السادس البالغ من العمر عامًا واحدًا والذي رُبّيَ ليصبح بروتستانتيًا. بحلول ثلاثينيات القرن السابع عشر، كانت الكاثوليكية مقتصرة إلى حد كبير على أعضاء الطبقة الأرستقراطية والمناطق النائية الناطقة بالغيلية في المرتفعات والجزر.

## 1600 إلى 1651، حروب الممالك الثلاث
ادّعى جيمس أن سلطته باعتباره ملكًا ورئيسًا للكيرك جاءت من الله. أصبح إنشاء كنيسة موحدة لاسكتلندا وإنجلترا يحكمها الأساقفة الخطوة الأولى في رؤيته لدولة وحدوية مركزية عندما أصبح أيضًا ملك إنجلترا في 1603. كان المذهب والحكم مختلفان كثيرًا على الرغم من أن كليهما كانا أسقفيين بالاسم. كان الأساقفة الإسكتلنديون كالفينيين مذهبيين ونظروا إلى الكثير من ممارسات كنيسة إنجلترا على أنها ليست أفضل من الكاثوليكية بكثير.
بما أن الكالفينيين اعتقدوا أن المَلَكية «المنظمة تنظيمًا جيدًا» كانت جزءًا من خطة الله، اتفقت الغالبية العظمى من الإسكتلنديين على أن المَلَكية نفسها كانت بأمر إلهي لكنهم اختلفوا حول من يملك السلطة المطلقة في شؤون رجال الدين. لخص أندرو ميلفيل وجهة النظر العهدية على النحو التالي: «... هناك ملكان ومملكتان في إسكتلندا ... يسوع المسيح والملك وهذه المملكة والكيرك، التي يخضع لها الملك جيمس السادس». مال الملكيون إلى أن يكونوا «تقليديين» في الدين والسياسة ولكن تدخلت الكثير من العوامل الأخرى، بما في ذلك الولاء القومي للكيرك، بينما كانت الدوافع الفردية معقدة للغاية.
وافقت الجمعية العامة على مضض على المواد الخمس لبيرث في 1618. وشملت هذه المواد نماذجًا احتُفظ بها في إنجلترا ولكنها ألغيت إلى حد كبير في إسكتلندا وكانت مكروهةً على نطاق واسع. عندما خلف تشارلز الأول جيمس، جعله عدم الإلمام بإسكتلندا أكثر اعتمادًا على الأساقفة، وخاصة رئيس أساقفة سانت أندروز، وميالًا للقرارات المفاجئة. وُضع قانون الإلغاء في 1625 الذي ألغى جميع مِنح الأراضي التي قدمها العرش منذ 1540 دون استشارة وأدى إلى نفور قسم كبير من النبلاء ورجال الدين الإسكتلنديين.
على الرغم من العدد القليل من الإسكتلنديين الكاثوليك، ظل الخوف من «البابوية» منتشرًا على نطاق واسع، ويرجع ذلك بشكل جزئي إلى الروابط الثقافية والدينية الوثيقة بين الإسكتلنديين والهوغونوتيين الفرنسيين. أدت القيود المتزايدة من قبل الدولة الفرنسية إلى سلسلة من ثورات الهوغونوتيين، في حين أن الكثير من الإسكتلنديين قاتلو أيضًا في حرب الثلاثين عامًا من 1618 إلى 1648، وهو صراع ديني سبّب مقتل ما يقدر بنحو 8 ملايين شخص.
تزايدت المخاوف عندما تزوج تشارلز من الفرنسية هنريتا ماريا الكاثوليكية، ثم قبل أول مبعوث بابوي منذ الإصلاح. استُبدل كتاب الانضباط لجون نوكس بكتاب القوانين الكنسية الجديد في 1636، مع التهديد بالحرمان الكنسي لأي شخص ينكر سيادة الملك في الأمور الكنسية. أعقبه في 1637 كتاب الصلاة المشتركة ما أدى إلى غضب واسع النطاق وأعمال شغب يُزعم أن جيني جيديس أثارتها خلال مراسم في كاتدرائية سانت جايلز.
دفع الإحساس أن الكيرك كانت تحت التهديد إلى توقيع ممثلين من جميع قطاعات المجتمع على عهد وطني في 28 فبراير 1638، معترضين على «الابتكارات» الشعائرية. كان دعم العهد واسع الانتشار باستثناء أبردين وبانف، معقل المقاومة الأسقفية على مدى السنوات الستين القادمة. أيّد أرجيل وستة أعضاء آخرين من مجلس الملكة الخاص في إسكتلندا العهد؛ وطردت الجمعية العامة الأساقفة من الكيرك في ديسمبر.
أدت جهود تشارلز لفرض سلطته إلى حروب الأساقفة في 1639 و1640، والتي أدى انتصار العهديين فيها إلى سيطرتهم على إسكتلندا. أجبر هذا الأمر تشارلز على استدعاء برلمان إنجلترا الذي كان مُعلقًا منذ 1629 وأوصل في نهاية الأمر إلى اندلاع الحرب الأهلية الإنجليزية الأولى في 1642. ظل الإسكتلنديون محايدين في البداية لكنهم أرسلوا قوات إلى أولستر لدعم إخوانهم في الدين في التمرد الأيرلندي في 1641. أدت مرارة هذا الصراع إلى تطرف وجهات النظر في إسكتلندا وأيرلندا. ونظر أرجيل إلى الاتحاد الديني والاقتصادي مع إنجلترا على أنه أفضل طريقة للحفاظ على كيرك مشيخي. وقع البرلمان الإنجليزي على الرابطة والعهد الرسميين في أكتوبر 1643، إذ وافق من خلاله على الاتحاد مقابل الدعم العسكري الإسكتلندي.